# Irena Rajniaková
Irena Rajniaková (Čillíková) (* 24. května 1956 Paludzka) je československá hráčka basketbalu. Je vysoká 186 cm.

## Sportovní kariéra
V basketbalovém reprezentačním družstvu Československa v letech 1977 až 1986 hrála celkem 153 utkání a má podíl na dosažených sportovních výsledcích. Zúčastnila se Mistrovství světa 1986 Moskva, Sovětský svaz - 4. místo a dvou Mistrovství Evropy 1980 Banja Luka, Jugoslávie - 4. místo a 1985 Treviso, Itálie - 4. místo. Na Mistrovství Evropy juniorek v roce 1975 (Vigo, Španělsko) s družstvem Československa získala za titul mistra Evropy.
Za reprezentační družstvo Slovensko hrála na Mistrovství Evropy 1993 (Perugia, Itálie) - 3. místo.
V Evropských pohárech klubů hrála za Slovan Bratislava v Poháru vítězů pohárů - Ronchetti Cup, v němž v roce 1978 prohrála ve finále o jeden bod (49:50) s Levski Spartak Sofia (Bulharsko) a v roce 1979 prohrála se stejným klubem v semifinále. Hrála ještě další 3 ročníky poháru 1986, 1994, 1996.
V československé basketbalové lize žen hrála celkem 12 sezón (1974-1993), jednu seezónu 1974/75 za družstvo Slavia PF Banská Bystrica (10. místo), 8 sezón za Slovan Bratislava (1976-1986, 1992/93), s nímž získala titul vicemistra Československa (1978/79) a tři třetí místa (1975-1978) a tři sezóny za ZŤS Košice (1983-1986). Je na 20. místě v dlouhodobé tabulce střelkyň československé basketbalové ligy žen za období 1963-1993 s počtem 3356 bodů. Byla třikrát najlepší basketbalistka Slovenska (1979, 1980, 1985). V letech 1993-1996 hrála Slovenskou basketbalovou ligu za Slovan Bratislava..

## Sportovní statistiky

### Kluby
- 1974/75 Slavia PF Banská Bystrica - 10. místo
- 1975-1982, 1992/93 Slovan Bratislava - 2. místo (1979), 3x 3. (1975-1978), 2x 4. (1980, 1981), 5. (1993), 6. (1982)
- 1983-1986 ZŤS Košice - 3. místo (1986), 4. (1985), 5. (1984)
- 1993-1996 Slovenská basketbalová liga - Slovan Bratislava - 2x 4. místo (1995, 1996), 5. (1993), 6. (1994)

### Evropské poháry
- FIBA Poháru vítězů pohárů - Ronchetti Cup - Slovan Bratislava
- 1978 prohra 49:50 ve finále s Levski Spartak Sofia (Bulharsko)
- 1979 prohra v semifinále s Levski Spartak Sofia (Bulharsko)
- 1986 (1. kolo), 1994, 1996

### Československo
- Mistrovství světa 1986 Moskva, Sovětský svaz (47 bodů /6 zápasů) 4. místo
- Mistrovství Evropy 1980 Banja Luka, Jugoslávie (18 /4) 4. místo, 1985 Treviso, Itálie (61 /7) 4. místo
- 1977-1986 celkem 153 mezistátních zápasů, na MS a ME celkem 126 bodů v 17 zápasech
- ME v basketbale hráček do 18 let 1975 Vigo, Španělsko (16 /5), titul mistryně Evropy

### Slovensko
- nejlepší hráčka Slovenska - zařazena 3x: 1979, 1980, 1885
- Mistrovství Evropy 1993 Perugia, Itálie (0 /1) 3. místo